# Les Incroyants
Pour plus de détails, voir Fiche technique et Distribution.
Les Incroyants (titre original : The Unbelievers,) est un film documentaire américain sorti en 2013. Il permet de suivre deux scientifiques renommés, Richard Dawkins et Lawrence Krauss, dans leurs allocutions publiques tout autour du globe, évoquant l'importance de la science et de la raison dans le monde moderne. Il comporte des interviews de personnalités influentes, dont Stephen Hawking, Ayaan Hirsi Ali, Sam Harris, David Silverman, et bien d'autres.

## Diffusion
La première mondiale du film documentaire Les Incroyants a lieu le 29 avril 2013, lors du festival Hot Docs — un festival cinématographique qui se déroule tous les ans à Toronto — au Canada. Les quatre projections furent complètes et tous les tickets vendus,,.
Le 13 octobre 2014, le documentaire est rendu disponible en France sur le site de iTunes.

## Interviewés
Le site internet du film a annoncé que Les Incroyants présenterait des entrevues « avec des personnalités et d'autres personnes influentes » qui soutiennent le travail de Richard Dawkins et Lawrence Krauss, parmi lesquelles Ricky Gervais, Woody Allen, Cameron Diaz, Stephen Hawking, Sarah Silverman, Bill Pullman, Werner Herzog, Bill Maher, Stephen Colbert, Tim Minchin, Eddie Izzard, Ian McEwan, Adam Savage, Ayaan Hirsi-Ali, Penn Jillette, Sam Harris, Daniel Dennett, James Randi, Cormac McCarthy, Paul Provenza, James Morrison, Michael Shermer et David Silverman.